# Vojtěch Kmínek
Vojtěch Kmínek, né le 11 septembre 2000, est un coureur cycliste tchèque.

## Biographie
Vojtěch Kmínek pratique le cyclisme depuis l'âge de onze ou douze ans. Dans les catégories de jeunes, il porte d'abord les couleurs d'un club de Vrbno pod Pradědem,. Il évolue ensuite au sein de la structure Mapei Merida Kaňkovský, basée à Olomouc, avant d'intégrer une équipe de Brno. Dans son pays natal, il se classe notamment quatrième du championnat de Tchéquie sur route espoirs en 2021. 
En 2023, il décide de rejoindre le club Padronés Cortizo, réserve de l'équipe Burgos BH. Il s'installe par la même occasion en Galice. Pour ses débuts en Espagne, il s'impose à quatre reprises chez les amateurs. Il obtient aussi diverses places d'honneur. 
Lors de la saison 2024, il remporte le Circuito Guadiana, inscrit au calendrier de la Coupe d'Espagne amateurs. Il termine également troisième de son championnat national chez les élites. Grâce à ses performances, il parvient à décrocher un premier contrat professionnel de deux ans avec la formation Burgos BH,. Ses futurs dirigeants le décrivent comme un bon rouleur, doté d'une belle pointe de vitesse.

## Palmarès et résultats

### Palmarès par année
- 2023
  - Vuelta la Comarca Brigantina
  - Trofeo Concello do Porriño
  - 2e étape du Tour de Zamora
  - Domaio Heroica-GSport-Moaña
- 2024
  - Circuito Guadiana
  - 3e étape du Tour de Valence
  - 3e du championnat de Tchéquie sur route

### Classements mondiaux
| Année                                 | 2020  | 2021  | 2022 | 2023 | 2024 |
| ------------------------------------- | ----- | ----- | ---- | ---- | ---- |
| Classement mondial                    | nc    | nc    | nc   | nc   | 977e |
| UCI Europe Tour                       | 1520e | 1134e | nc   | nc   | nc   |
|                                       |       |       |      |      |      |
| Légende : nc = non classéSource : UCI |       |       |      |      |      |